# Puente Viejo
Puente Viejo (betekenis: oude brug) is een oude stenen brug die als een van de drie bruggen de diepe kloof Tajo de Ronda met daarin de rivier de Guadalevín overspant in de autonome regio Andalusië in Zuid-Spanje. Op bepaalde plaatsen is deze kloof 120 meter diep. De brug verbindt de twee delen van de stad Ronda met elkaar met aan de westzijde van de brug de oude stad. De brug werd gebouwd in de 16e eeuw en heeft aan de westkant een poort uit diezelfde tijd: de Arco de Felipe V. De brug vormde de verbinding tussen Mercadillo (markt) en La Ciudad (de oude stad).

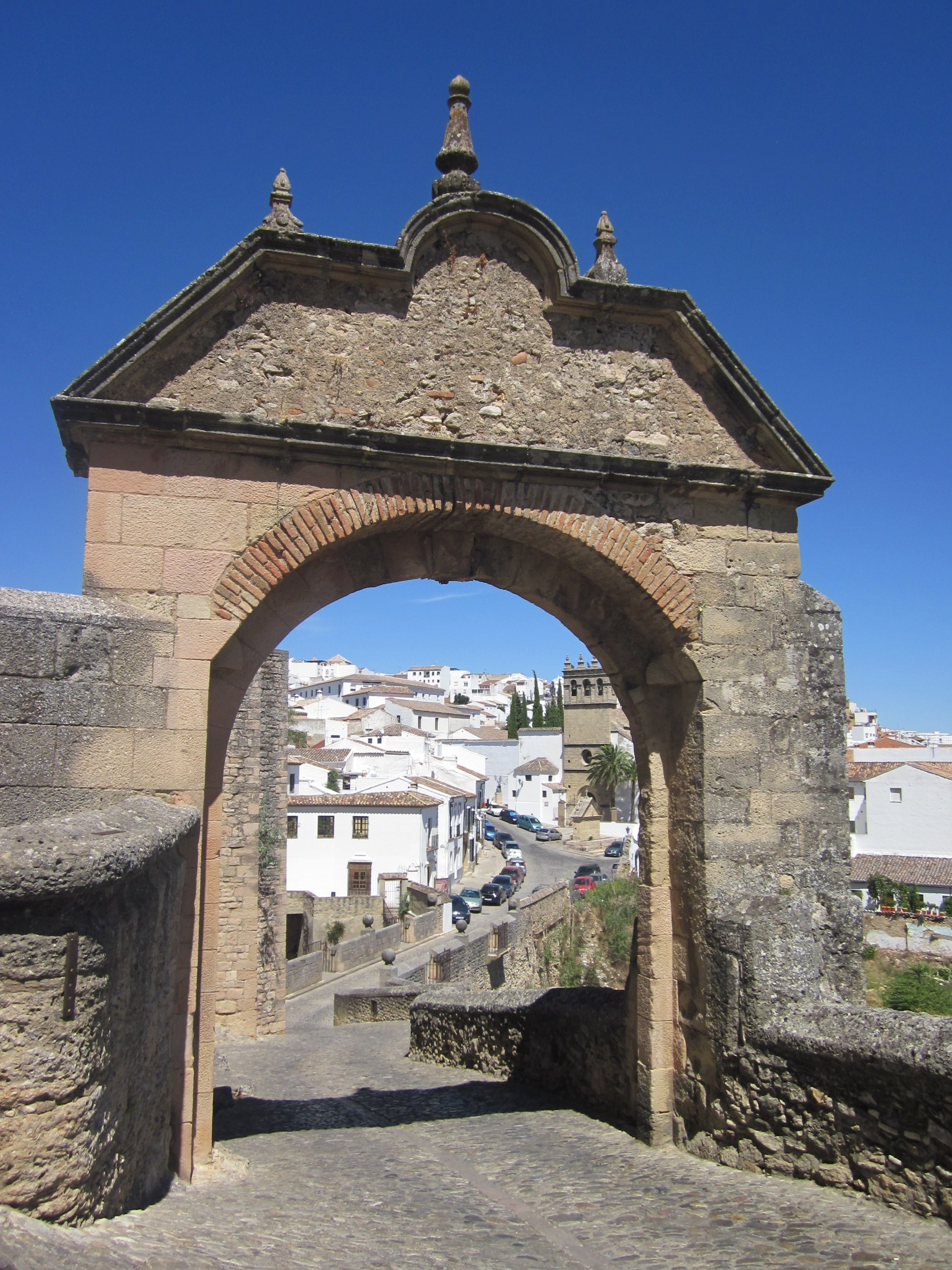
De poort met zicht op de brug erachter